# 高永

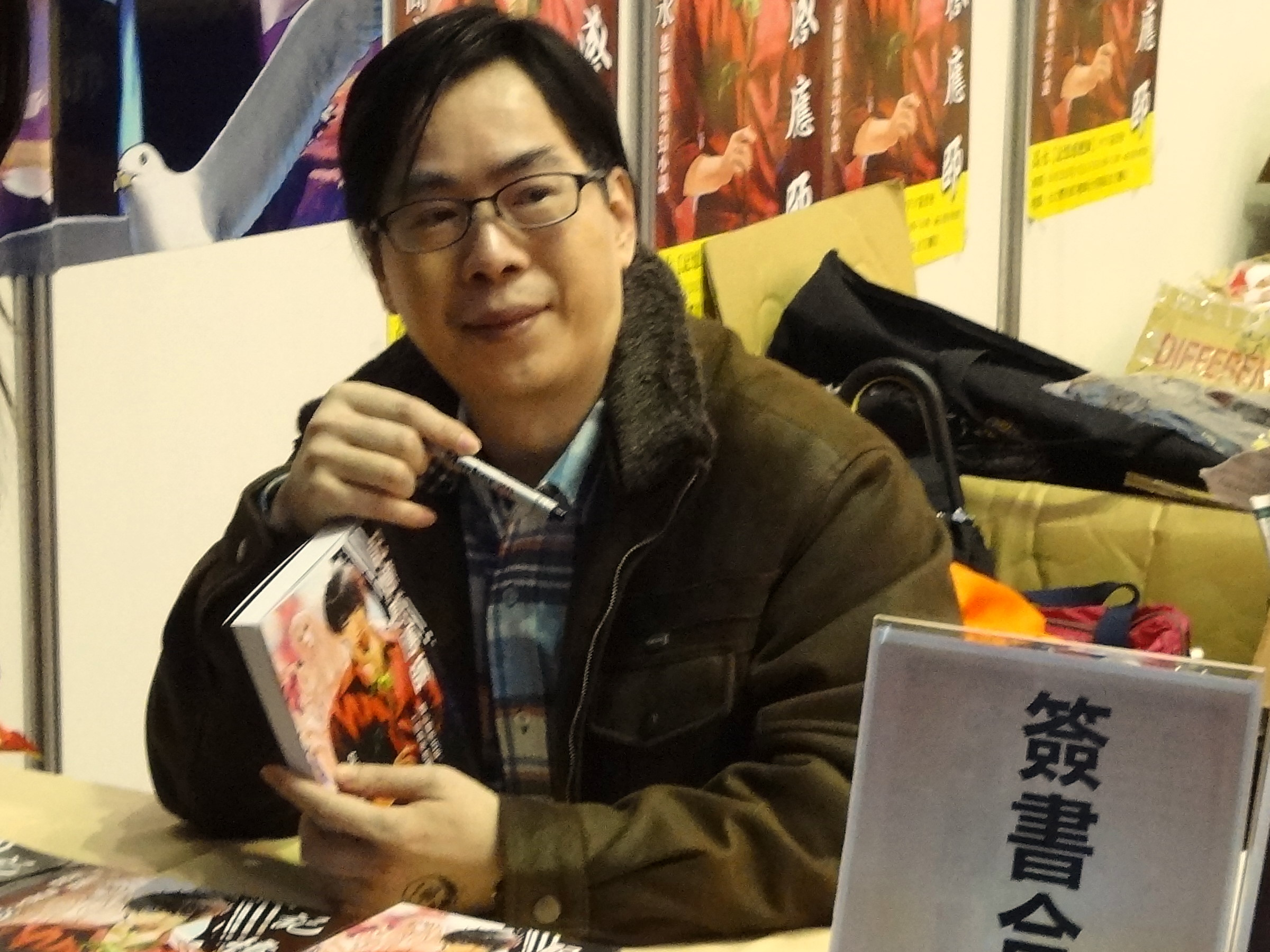
高永於《記憶感應師》簽書會

高永（1966年7月3日—），台灣男性漫畫家及作家，英文名「Kao Yung」，出生於台中縣大甲鎮（今臺中市大甲區）。身高170cm，體重55kg，血型O型，星座巨蟹座。畢業於國立政治大學法律學系。代表作為《梵天變》、《星座刑事》、《隋唐英雄傳》。
1987年國立政治大學道南文學獎小說類首獎得主，1987年以《焚夢》出道於《歡樂漫畫》。作品畫風優美細膩、人物美形，作品常出現星座、占星、塔羅牌等奇幻神祕的主題，而《梵天變》則是以佛教為體材，在政大法律系之所學也展現在《星座刑事》中。喜歡的漫畫家有萩尾望都、安彥良和、井上雄彥、池上遼一等。
2005年任臺北市漫畫從業人員職業工會第三屆理事長。漫畫家冠良為其弟子，後期高永的作品大多與冠良合作創作。以創作《百無禁忌 Miss阿性》著名的漫畫家李勉之曾任高永的助手。

## 簡歷
從就讀高中就開始進行漫畫創作，1981年參加第三屆小咪漫畫新人獎以《罪與罰》獲得第3名，之後數次參加並獲得小咪漫畫新人獎的獎項。
- 1982年 - 完成漫畫《魔法戰爭》。
- 1985年 - 正式以《焚夢》出道，發表於《歡樂漫畫》。
- 1989年 - 於政大舉辦首次個人畫展，並於《漢堡漫畫》月刊發表短篇作品《導師,請等一下!》、《水瓶座的心事》、《秘密刑事》及《魔法戰爭》等。在《週末漫畫》發表《悲傷茱麗葉》、《我終於失去了你》等4篇等以台灣流行歌曲之歌詞為篇名的短篇漫畫，代表作《梵天變》第一回也開始於《周末漫畫》上連載。另外發表《艾奧羅斯之金箭》於大然文化。
- 1991年 - 1月份，代表作《星座刑事——雙子星的危險童話》於雜誌《公主快報雙月刊》連載，同年發行單行本。
- 1993年 - 發表第一本小說《尋夢之翼》於晨星書店發行。代表作《梵天變》也於韓國的《COLOR》雜誌上連載，次年《梵天變》於株式會社MOVIC發行日文版，陸續發表許多作品。
- 1996年 - 於大然文化發表《男生禁止步》、《塔羅牌——高永的愛情魔法書》等。
- 1998年 - 《星座刑事》作品移到長鴻出版社出版。
- 2001年 - 接受上海美術電影製片廠之邀，為中國動畫片《隋唐英雄傳》進行人物造型設定，由冠良進行服裝造型設計及色指定。
- 2003年 - 與冠良一起進行動畫電影《梁山伯與祝英台 蝴蝶夢》的漫畫改編創作。
- 2004年 - 於日本發行國際版彩色畫冊，計有英文、法文、日文、德文、西班牙文等多種語言版本。並於《GO漫畫創意誌》連載《梵天變外傳-鹿野苑薔薇》。並於東立出版社發行與冠良合著的《隋唐英雄傳》漫畫版。
- 2005年 - 任臺北市漫畫從業人員職業工會第三屆理事長，《GO漫畫創意誌》於此年結束發行。
- 2007年 - 於青文出版社出版《戀愛的季節愛藏版》、《光學聖女ZERO》及《光學聖女》第3集。

## 作品一覽

### 長篇漫畫
- 光學聖女（全3集）
- 光學聖女ZERO（全1集）青文出版社，2007年，ISBN 9862090464
- 戀愛的季節愛藏版（全5集）青文出版社，2007年，ISBN 986156800X
- 梵天變（全3集），日本版
- 荒野的新娘（全1集）日文版
- 星座刑事（全12集）
- 戀愛的季節（全3集）
- 男生禁止步（全1集）
- 真情黛安娜（全3集）時報文化
- 愛情通天塔（全2集）時報文化，2001年
- 隋唐英雄傳（全4集）東立出版社，2003年動畫改編，和冠良合著
- 蝴蝶夢-梁山伯與祝英台（全1集）動畫改編，和冠良合著
- 悲傷的茱麗葉（全1集）時報文化，2000年，ISBN 9571330752

### 四格漫畫
- 花枝與黑皮（全1集）時報文化，1999年，ISBN 9571329495

### 畫冊
- 原罪彩色畫集，大然文化
- 海克力斯複製原畫集（HERACLESE高永彩色複製畫集）2008年

the new generation of MANGA ARTISTS
Kao Yung，日本GRAPHIC-SHA公司，2004

### 散文
- 情有獨鍾（時報文化，2001年，ISBN 9571333573）

### 小說
- 瓔珞天色（田野影像，1997年，ISBN 9579720126）
- 尋夢之翼（晨星書店，1993年，ISBN 9575833031）
- 鹿野苑薔薇
- 劍花恩仇錄
- 讓我心疼的女子
- 記憶感應師，大笑文化

### 其他
- 霍夫林漫畫占星講座，大然文化
- 夢寐以求1996年月曆
- 塔羅牌 - 激情塔羅
- 塔羅牌 - 高永的愛情魔法書（商周出版，1997年，ISBN 9578420277
- 霍夫林漫畫占星講座 - 戀愛篇
- 霍夫林漫畫占星講座 - 浪漫篇

## 得獎紀錄
- 1981年 - 第三屆小咪漫畫新人獎第三名（《罪與罰》）。
- 1982年 - 第四屆小咪漫畫新人獎第二名（《向西》）。
- 1982年 - 第五屆小咪漫畫新人獎第一名（《聲聲慢》）。
- 2001年 - 行政院新聞局漫畫類金鼎獎（《悲傷的茱麗葉》）。[3]
- 2004年 - 漫畫金像獎第三屆最佳少女漫畫獎（《隋唐英雄傳》）。

## 註解
1. ↑  《行政院新聞局2005出版年鑑》第五篇 圖書出版業 台北市漫畫從業人員職業工會 （页面存档备份，存于）
2. ↑  《百無禁忌 Miss阿性》⑫（阿性 企劃，李勉之 漫畫，大然文化1997年8月初版一刷，ISBN 957-25-3007-0）第119頁。
3. ↑  .   [2008-10-04]. （原始内容存档于2007-09-10）.

## 外部連結
- 高永‧冠良 動漫網
- 台灣漫畫家名人錄 -高永 （页面存档备份，存于）
- 高永文學館